# Kim Coates
Kim Coates (Saskatoon, 21 febbraio 1958) è un attore canadese naturalizzato statunitense famoso per le sue interpretazioni in film e serie televisive sia canadesi che statunitensi.

## Biografia
Kim Coates nasce a Saskatoon, Saskatchewan in Canada, figlio di Fred e Joyce Coates. A metà degli anni ottanta inizia la sua carriera recitativa, interpretando al Neptune Theater di Halifax opere come West Side Story e Romeo e Giulietta. Nel 1986 appare per la prima volta in un film, Nato per vincere di Charles Jarrott. È apparso in molti film e serie televisive, tra cui bisogna ricordare: Waterworld, Poltergeist, Pearl Harbor, The Island, Silent Hill, Smallville, CSI: Miami, Goon, Crossing Lines, Goon: Last of the Enforcers e Ghost Wars.
Oltre alle sue esperienze televisive, ha lavorato anche in teatro, recitando a Broadway nel ruolo di Stanley Kowalski in Un tram che si chiama Desiderio e allo Stratford Theatre nel ruolo del protagonista nel Macbeth di William Shakespeare. Ha partecipato alla serie televisiva della FX Sons of Anarchy, nella quale ha ricoperto il ruolo di Alexander "Tig" Trager. È famoso anche per il ruolo dell'agente Richard Sullins in Prison Break e per quello di Declan Gardiner nella serie televisiva canadese Bad Blood.

## Filmografia

### Cinema
- Nato per vincere (The Boy in Blue), regia di Charles Jarrott (1986)
- Last Man Standing, regia di Damian Lee (1987)
- Palais Royale, regia di Martin Lavut (1988)
- La famiglia Buonanotte (Brown Bread Sandwiches), regia di Carlo Liconti (1989)
- Intrigo mortale (Cold Front), regia di Allan A. Goldstein (1989)
- L'albergo in Vincent Street (Blind Fear), regia di Tom Berry (1989)
- Amityville - Il ritorno (The Amityville Curse), regia di Tom Berry (1990)
- Red Blooded American Girl, regia di David Blyth (1990)
- L'ultimo boy scout (The Last Boy Scout), regia di Tony Scott (1991)
- Under Cover of Darkness, regia di Walter Pitt (1992)
- Amore all'ultimo morso (Innocent Blood), regia di John Landis (1992)
- Harmony Cats, regia di Sandy Wilson (1992)
- Il club (The Club), regia di Brenton Spencer (1994)
- Il cliente (The Client), regia di Joel Schumacher (1994)
- Bad Boys, regia di Michael Bay (1995) - non accreditato
- Waterworld, regia di Kevin Reynolds (1995)
- Transazione pericolosa (Breach of Trust), regia di Charles Wilkinson (1995)
- Specchio della memoria (Unforgettable), regia di John Dahl (1996)
- A spasso col rapinatore (Carpool), regia di Arthur Hiller (1996)
- Massima tensione (Lethal Tender), regia di John Bradshaw (1996)
- Airborne - Virus letale (Airborne), regia di Julian Grant (1998)
- Battaglia per la Terra (Battlefield Earth), regia di Roger Christian (2000)
- Auggie Rose, regia di Matthew Tabak (2000)
- X Change - Scambio di corpi (XChange), regia di Allan Moyle (2001)
- Rivelazione finale (Full Disclosure), regia di John Bradshaw (2001)
- Pearl Harbor, regia di Michael Bay (2001)
- Black Hawk Down - Black Hawk abbattuto (Black Hawk Down), regia di Ridley Scott (2001)
- Il tunnel (Tunnel), regia di Daniel Baldwin (2002)
- Terra di confine - Open Range (Open Range), regia di Kevin Costner (2003)
- Hollywood North, regia di Peter O'Brian (2003)
- Thoughtcrimes - Nella mente del crimine (Thoughtcrimes), regia di Breck Eisner (2003)
- Nine Lives (Unstoppable), regia di David Carson (2004)
- Bandido, regia di Roger Christian (2004)
- La formula della morte (Caught in the headlights), regia di Gavin Wilding (2005)
- Assault on Precinct 13, regia di Jean-François Richet (2005)
- Hostage, regia di Florent Emilio Siri (2005)
- The Island, regia di Michael Bay (2005)
- Silent Hill, regia di Christophe Gans (2006)
- Skinwalkers - La notte della luna rossa (Skinwalkers), regia di James Isaac (2006)
- Grilled, regia di Jason Ensler (2006)
- The Poet, regia di Damian Lee (2007)
- Alien Hunt - Attacco alla Terra (Alien Agent), regia di Jesse V. Johnson (2007)
- Late Fragment, regia di Daryl Cloran, Anita Doron e Mateo Guez (2007)
- King of Sorrow, regia di Damian Lee (2007)
- Hero Wanted, regia di Brian Smrz (2008)
- 45 R.P.M., regia di Dave Schultz (2008)
- A Little Help, regia di Michael J. Weithorn (2010)
- Blood: A Butcher's Tale, regia di Mark Tuit (2010)
- Bad Cop - Polizia violenta (Sinners and Saints), regia di William Kaufman (2010)
- Resident Evil: Afterlife, regia di Paul W.S. Anderson (2010)
- Sacrifice, regia di Damian Lee (2011)
- Goon, regia di Michael Dowse (2011)
- A Dark Truth - Un'oscura verità (A Dark Truth), regia di Damian Lee (2012)
- Rufus, regia di Dave Schultz (2012)
- Ferocious, regia di Robert Cuffley (2013)
- Cody il mio amico robot (Robosapien: Rebooted), regia di Sean McNamara (2013)
- A Fighting Man, regia di Damian Lee (2014)
- Mutant World, regia di David Winning (2014)
- The Land, regia di Steven Caple Jr. (2016)
- Strange Weather, regia di Katherine Dieckmann (2016)
- Officer Downe, regia di Shawn Crahan (2016)
- Assalto alla diligenza - La vera storia di Texas Jack (Stagecoach: The Texas Jack Story), regia di Terry Miles (2016)
- Autobiografia di un finto assassino (True Memoirs of an International Assassin), regia di Jeff Wadlow (2016)
- The Adventure Club, regia di Geoff Anderson (2017)
- Goon: Last of the Enforcers, regia di Jay Baruchel (2017)
- Cold Brook, regia di William Fichtner (2018)
- Fantasy Island, regia di Jeff Wadlow (2020)
- See for Me, regia di Randall Okita (2021)

### Televisione
- Miami Vice – serie TV, episodio 3x22 (1987)
- Street Legal – serie TV, 4 episodi (1990-1991)
- Marito nemico (Dead Before Dawn), regia di Charles Correll - film TV (1993)
- RoboCop – serie TV, 1 episodio (1994)
- Oltre i limiti (The Outer Limits) – serie TV, 2 episodi (1995, 2002)
- Poltergeist – serie TV, 1 episodio (1997)
- Ostaggi del silenzio (Dead Silence), regia di Daniel Petrie Jr. – film TV (1997)
- Night Man – serie TV, 6 episodi (1998-1999)
- Attenzione: fantasmi in transito (The Scream Team), regia di Stuart Gillard – film TV (2002)
- CSI - Scena del crimine (CSI: Crime Scene Investigation) – serie TV, episodio 4x15 (2004)
- CSI: NY – serie TV, 1 episodio (2005)
- Hercules – miniserie TV, 1 puntata (2005)
- Prison Break – serie TV, 6 episodi (2006-2009)
- Smallville – serie TV, 3 episodi (2007)
- Cold Case - Delitti irrisolti (Cold Case) – serie TV, 1 episodio (2008)
- Entourage – serie TV, 1 episodio (2008)
- CSI: Miami – serie TV, 6 episodi (2008-2009)
- Sons of Anarchy – serie TV, 91 episodi (2008-2014)
- Prison Break: The Final Break, regia di Brad Turner, Kevin Hooks – film TV (2009)
- Human Target – serie TV, 1 episodio (2010)
- Crossing Lines – serie TV, 4 episodi (2013-2014)
- Ghost Wars – serie TV, 11 episodi (2017-2018)
- Godless – miniserie TV, 5 puntate (2017)
- Bad Blood – serie TV, 14 episodi (2017-2019)
- The Crew – serie TV, 1 episodio (2021)
- Pretty Hard Cases – serie TV, 5 episodi (2021)
- Van Helsing – serie TV, episodi 5x01-5x02-5x03 (2021)
- Infiltrati alla Casa Bianca - White House Plumbers (White House Plumbers), regia di David Mandel – miniserie TV (2023)
- American Primeval – serie TV, 4 episodi (2025)
- The Walking Dead: Dead City – serie TV, 5 episodi (2025)

## Doppiatori italiani
Nelle versioni in italiano delle opere in cui ha recitato, Kim Coates è stato doppiato da:
- Massimo Lodolo in Oltre i limiti, La formula della morte, Hero wanted, Human Target
- Francesco Prando ne Il tunnel, Silent Hill, Hercules, Cody il mio amico robot
- Luciano Roffi in Sons of Anarchy, Autobiografia di un finto assassino, Mayans M.C.
- Dario Oppido in Fantasy Island, American Primeval, The Walking Dead: Dead City
- Massimo Rossi in Thoughtcrimes - Nella mente del crimine, Nine Lives
- Marco Mete in Waterworld, A Dark Truth - Un'oscura verità
- Saverio Indrio in Smallville, Godless
- Massimo De Ambrosis in Assault on Precinct 13, Bad Blood
- Fabrizio Pucci in Hostage, Prison Break
- Antonio Palumbo in Sacrifice, Ghost Wars
- Roberto Chevalier in L'ultimo boyscout
- Gianni Williams in Amore all'ultimo morso
- Claudio Fattoretto ne Il cliente
- Gerolamo Alchieri in RoboCop
- Stefano Mondini in Bad Boys
- Edoardo Nordio in Specchio della memoria
- Francesco Pannofino in Pearl Harbor
- Vladimiro Conti in CSI: Miami
- Carlo Valli in Amityville: Il risveglio
- Gianluca Tusco in Battaglia per la Terra
- Luca Ward in X Change - Scambio di corpi
- Loris Loddi in The Island
- Angelo Maggi in Prison Break (ep. 4x23)
- Christian Iansante in Resident Evil: Afterlife
- Paolo Buglioni in Crossing Lines
- Renato Cecchetto in Goon - Last of The Enforcers
- Edoardo Stoppacciaro in The Crew
- Franco Mannella in Van Helsing
- Alberto Angrisano in Infiltrati alla Casa Bianca - White House Plumbers